# ISO 3166-2:DK
L'Organisation internationale de normalisation a défini l'ISO 3166-2 pour le Danemark, comme standard de codage des sous-divisions administratives.

## Codes actuels
Le Danemark est divisé en 5 régions, qui se sont substituées aux amter à partir du 1er janvier 2007 :
| Code  | Nom de région                 |
| ----- | ----------------------------- |
| DK-81 | Jutland du Nord (Nordjylland) |
| DK-82 | Jutland central (Midtjylland) |
| DK-83 | Danemark du Sud (Syddanmark)  |
| DK-84 | Hovedstaden (capitale)        |
| DK-85 | Sjælland                      |

## Anciens codes
Codes en vigueur de 1970 à 2006, tels que publiés dans la première édition de ISO 3166-2:DK

### Anciennes municipalités (3)
```
DK-040 
Bornholm

DK-101 
Copenhague
 Ville
DK-147 
Frederiksberg
```

### Anciens départements (13)
```
DK-070 
Århus

DK-015 
Copenhague

DK-020 
Frederiksborg

DK-042 
Fyn

DK-080 
Jutland du Nord

DK-055 
Ribe

DK-065 
Ringkjøbing

DK-025 
Roskilde

DK-050 
Jutland du Sud

DK-035 
Storstrøm

DK-060 
Vejle

DK-030 
Sjælland-Occidental

DK-076 
Viborg
```